# Seuil de rentabilité
 (décembre 2021).
Si vous disposez d'ouvrages ou d'articles de référence ou si vous connaissez des sites web de qualité traitant du thème abordé ici, merci de compléter l'article en donnant les références utiles à sa vérifiabilité et en les liant à la section « Notes et références ».
Le seuil de rentabilité correspond au niveau d'activité minimum à partir duquel l'activité d'une entreprise devient rentable, soit le moment à partir duquel les recettes obtenues couvrent l'ensemble des frais (fixes ou variables) exposés par elle.
Au-delà de ce seuil, l'entreprise est réputée accéder à la zone du bénéfice. La valeur de ce seuil peut être exprimée en volume produit, en chiffre d’affaires encaissé ou en périodes temporelles (en années, par exemple).
Les termes anglais break-even (seuil de rentabilité) et « pay-back » (point mort) sont également rencontrés.

## Enjeux et intérêt du seuil de rentabilité
L'intérêt est d'expliquer le niveau de rentabilité via l'utilisation d'un modèle simple :
- soit rétrospectivement : pourquoi l'entreprise est/n'est pas rentable ?
- soit par anticipation : quand et comment l'entreprise sera rentable ?
Le modèle du seuil de rentabilité est particulièrement décisif pour lancer un nouveau produit sur le marché.
Son utilisation apporte au décideur un éclairage appréciable sur les points suivants :
- montant du chiffre d’affaires à atteindre pour que l’activité devienne rentable ;
- date à laquelle l’entreprise commencera à faire du bénéfice sur cette activité ;
- marge bénéficiaire réellement dégagée par la société à un moment donné ;
- en cas de conjoncture défavorable : mesure du risque de déficit et de la sécurité dont dispose l’entreprise ;
- connaissance de la structure des couts de l'entreprise (coûts fixes et variables) ;
- usage de la contribution (marge sur coût variable MSCV ou MCV), qui évite de devoir imputer arbitrairement des charges fixes (administration, coûts financiers, etc.) aux différents coûts des produits de la société.

## Détermination du seuil de rentabilité

### Méthode comptable simple: Le chiffre d’affaires moins charges totales
Cette méthode est la plus simple à exprimer : le seuil de rentabilité d’une activité est atteint quand le chiffre d’affaires est au moins égal au montant des charges mobilisées par cette activité. Les charges comprennent les charges fixes et les charges variables. Les charges fixes correspondent aux charges indépendantes du niveau d'activité (exemple : frais de structure, amortissements, etc.) ; tandis que les charges variables varient proportionnellement au niveau d’activité (exemple : main d’œuvre, matière première, etc.). Mathématiquement, cela s’exprime ainsi :
{\displaystyle CA-(CV+CF)\geqslant 0}
où CA représente le chiffre d’affaires, CV les charges variables et CF les charges fixes.

### Méthode basée sur la marge:marge sur coût variablemoins frais fixes
Le seuil de rentabilité est obtenu quand le chiffre d’affaires du produit dépasse ses coûts variables et la somme des frais fixes imputés arbitrairement. Cette méthode est la même que la première, mais souligne la marge réalisée  plutôt que le chiffre d’affaires.
{\displaystyle CA-{\frac {CF}{Taux\ MCV}}\geqslant 0}
ou bien :
{\displaystyle CA-{\frac {CA\times CF}{MCV}}\geqslant 0}
Le seuil de rentabilité peut aussi être exprimé sous la forme {\displaystyle SR={\frac {CF}{Taux\ MCV}}}
On en déduit les relations :
- seuil de rentabilité en valeur est atteint quand : {\displaystyle {\frac {MCV}{CF}}\geqslant 1}
- seuil de rentabilité en quantité est atteint quand : {\displaystyle {\frac {MCV_{unitaire}\times quantit{\acute {e}}}{CF}}\geqslant 1}

où {\displaystyle MCV=CA-CV} et {\displaystyle {TauxMCV}={\frac {MCV}{CA}}}
La marge sur coût variable (MCV) est le chiffre d’affaires, diminué des charges variables. Elle peut être calculée pour chaque unité vendue.

### Le point mort peut être exprimé enmonnaie, quantité ou durée
Le seuil de rentabilité est principalement calculé en monnaie. Mais il peut être converti en quantités produites ou en nombre de jours de chiffre d’affaires. De même, on peut déterminer la date à partir de laquelle l’entreprise atteint son seuil de rentabilité. Dans ce cas, cette date représente le « point mort ».
- Si le produit est vendu 40 euros et le seuil de rentabilité atteint quand le chiffre d’affaires arrive à 2 500 euros, le seuil est atteint à 63 produits vendus.
- Si le chiffre d’affaires annuel du produit est de 10 000 euros, il est atteint en trois mois de ventes, sous l'hypothèse que le produit est vendu régulièrement tout au long de l’année.

## Limites et précautions d'utilisation

### Limites et précautions théoriques
En tant que système normatif, il ne représente qu’une simplification de la réalité. Les méthodes peuvent être différentes d’une entreprise à l’autre.

#### Qualité des données à disposition
La validité du modèle dépend de la qualité du calcul de la marge et du choix des données notamment en matière de coûts (niveaux et répartition entre coûts fixes et variables). En cas d'activités multiples, impliquant des sites multi-production et/ou des fonctions partagées il convient de déterminer comment répartir ou non (cf solution du Direct costing) les coûts fixes ou variables entre différents services ou produits.

#### Non linéarité des évolutions au-delà du court terme
Le système utilisé ne peut être considéré comme indéfiniment linéaire. La dynamique de la réalité impose que l'on intègre deux effets : l’hétérogénéité des économies d’échelle et l’effet de seuil.
- L’hétérogénéité des économies d’échelle : Certaines circonstances peuvent faire que les productions peuvent être accrues sans augmentation des coûts.

Ainsi, doubler la cadence d’une machine ne double pas forcément le coût d’entretien, la consommation d’énergie ou le nombre d’ouvriers affectés à cette machine. On voit même que la production d'une unité supplémentaire baisse : le coût marginal de production est plus faible que le coût initial.
- Les effets de seuil : les capacités de production des machines ne sont pas illimitées. Pour produire au-delà de ces capacités il faut acquérir une capacité de production supplémentaire, ce qui va accroître l’investissement, le besoin d’espace, le montant des ressources à mobiliser. Et dans les premiers temps de la mise en place du nouvel investissement les coûts ont tendance à augmenter plus rapidement et plus fortement que l’augmentation de production envisagée, etc.

### Limites et précautions pratiques

#### Incidences des paramètres Marché
- Acceptation du produit par le marché.

Une des erreurs les plus fréquentes dans l'emploi du modèle « seuil de rentabilité » — et notamment par les créateurs d'activité — est la sur-estimation de l'acceptation des produits par le marché. De ce fait la courbe de la pente des recettes attendues est accentuée, ce qui a pour effet d'abaisser la valeur du point mort.
- Effet du cycle de vie du produit.

En cas de nouveau produit : les premières années voient la courbe du chiffre d’affaires monter et celle du coût de production descendre. Le seuil de point mort a tendance à s'abaisser.
En fin de vie du produit, si l'entreprise n'a pas renouvelé son équipement, la courbe du coût de production peut se mettre à augmenter (du fait des pannes ou de la maintenance), alors que celle des ventes continue à décliner (marché vieillissant). Le seuil de point mort a tendance à augmenter.

#### Incidences des paramètres propres à l'entreprise
Toute entreprise qui pratique une activité possède son propre seuil de rentabilité, qui dépend de la situation concurrentielle de son offre et de ses produits face à ses concurrents : 
- stratégie de différenciation. Plus l'offre est innovante ou différenciée, plus les volumes vendus progressent. Plus cette différenciation est crédible, solide et indémodable, plus le seuil sera conservé durablement ;
- stratégie de domination par les coûts. Plus la structure des coûts est maîtrisée et réduite, plus les économies d'échelle sont mobilisées, plus vite est réduit le volume de production à partir duquel les coûts fixes sont amortis, et donc plus rapidement les marges s'améliorent de façon conséquente.

Dans l'un et l'autre cas, flexibilité et vitesse d'adaptation de l'entreprise dans la mise en œuvre d'une stratégie générique sont les facteurs clés de succès : selon qu'elle peut produire davantage, plus vite ou moins cher que ses concurrents et atteindre plus vite ou pendant plus longtemps son seuil de rentabilité…

#### Incidences des paramètres trésorerie
Le modèle simplifié inclut rarement dans la réflexion l'impact du financement et de la trésorerie. En effet l'augmentation des recettes induites suit rarement de façon mécanique l'augmentation prévue du chiffre d'affaires. Peuvent venir interférer dans la trésorerie disponible de l'entreprise les flux provoqués par :
- le remboursement des charges et capital d'éventuels financements nouvellement contractés ;
- l'accroissement des besoins en fonds de roulement occasionnée par le développement de l'activité ;
- la modification éventuelle des conditions d'encaissement auprès des clients ou de règlement des fournisseurs.